# 푸트라 모스크

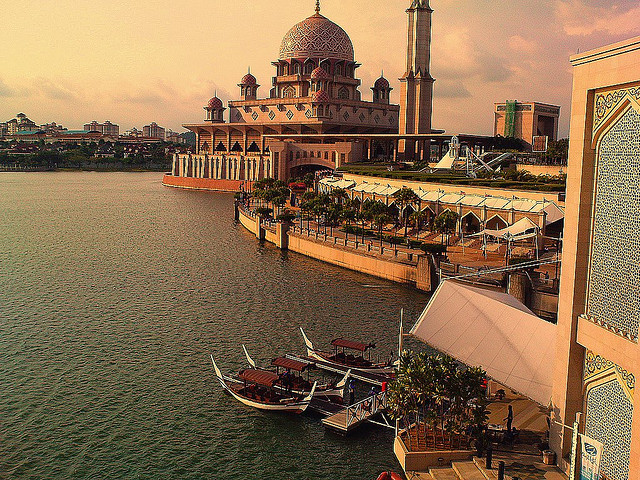
푸트라 모스크

푸트라 모스크(말레이어: Masjid Putra)는 말레이시아 푸트라자야에 위치한 모스크이다. 1997년부터 모스크의 건설이 시작되어 2년 후인 1999년에 완성되었다. 이 모스크는 말레이시아 총리실과 인공 호수 푸트라자야 호가 있는 페르다나 푸트라 옆에 위치하고 있다. 모스크 앞에 말레이시아 깃대와 큰 광장이 있다.